# بلومزدیل (میزوری)
بلومزدیل (به انگلیسی: Bloomsdale) یک شهر در ایالات متحده آمریکا است که در شهرستان استی جنویو، میزوری واقع شده‌است. بلومزدیل ۴٫۲۵ کیلومتر مربع مساحت و ۵۲۱ نفر جمعیت دارد و ۱۵۵ متر بالاتر از سطح دریا واقع شده‌است.